# Туризм в Пакистане

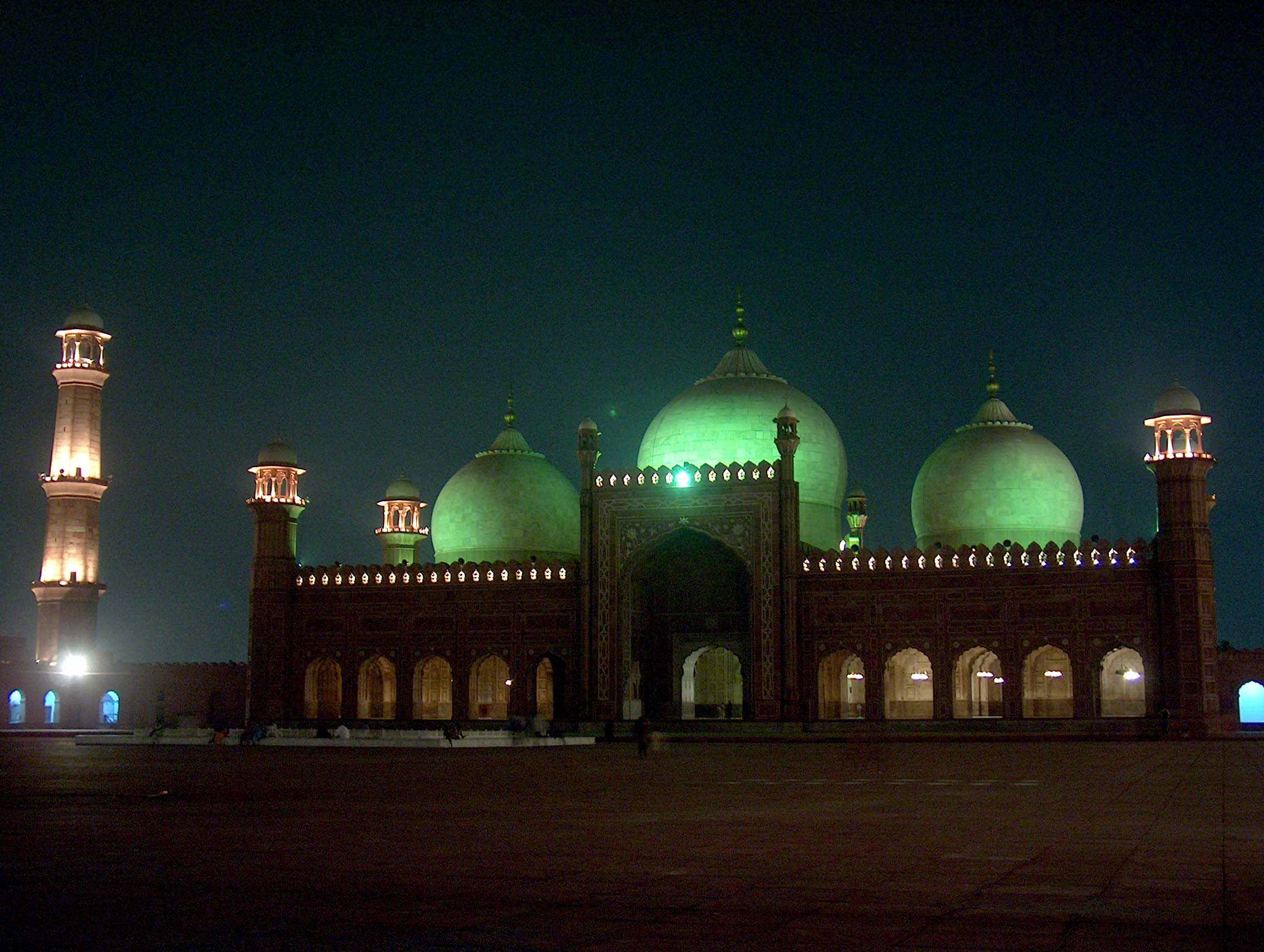
Мечеть Бадшахи

Туризм в Пакистане — одна из важных составляющих бюджета страны. Туристическая отрасль экономики обслуживает как пакистанцев, так и иностранных гостей. Исторические реликвии, прекрасные пляжи Аравийского моря, лечебные курорты, древние памятники архитектуры, исламские святыни и многое другое делают туризм в Пакистане привлекательным для многих туристов. В 2009 году страну посетили 855 000 гостей (что в 2 раза больше, чем в 1998 году).

## Религиозный туризм
Тысячи паломников со всего света ежегодно посещают Пакистан. Мечеть Вазир Хана, Мечеть Бадшахи, Жемчужная мечеть привлекают мусульман. Помимо этого, в Исламабаде находится одна из крупнейших мечетей в мире — Фейсал.

## Туризм по провинциям

### Азад-Кашмир

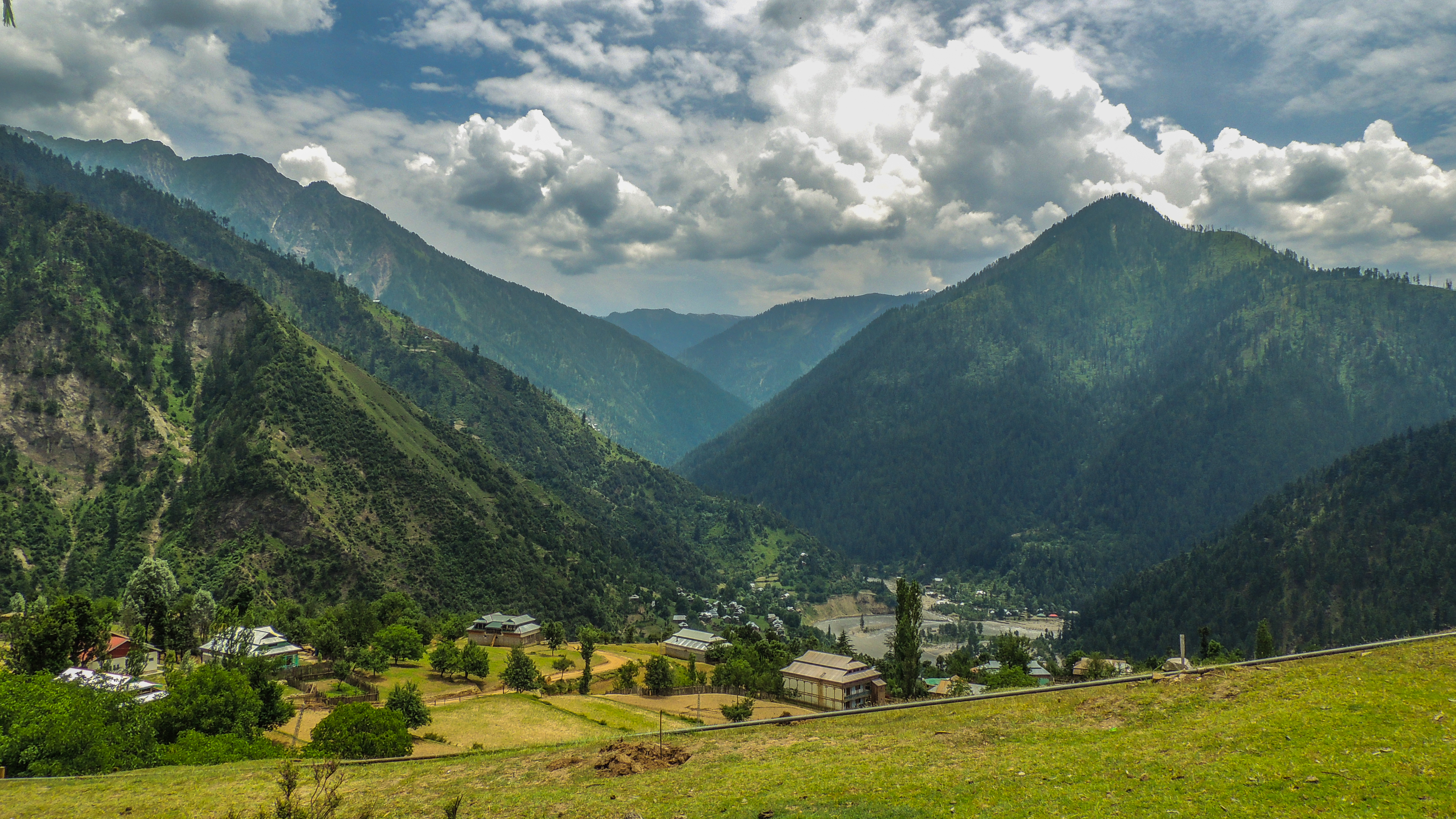

Штат характеризуется плодородными, зелеными и живописными горными долинами, что делает его одним из самых красивых регионов на субконтиненте. В то время как Кашмир в целом, несомненно, является одним из самых красивых регионов в мире, пакистанская его часть Азад-Кашмир также богат природной красотой, за что его часто называют «раем на Земле» за его живописную природную красоту и потрясающие пейзажи. Его заснеженные вершины, леса, реки, ручьи, долины, бархатные зеленые плато и климат, варьирующийся от арктического до тропического делают его отличным и популярным туристическим направлением как для внутреннего, так и для иностранного туризма в течение всего года.

### Белуджистан
Белуджистан расположен на юго-восточной окраине Иранского нагорья. Это крупнейшая провинция Пакистана с площадью 347 190 км², что составляет около 44 % от общей площади страны. Плотность населения крайне мала из-за горного рельефа и недостатка воды. В регионе расположены отличные песчаные пляжи в районе городов Гвадар и Пасни, популярный объект туризма — озеро Ханна.

### Пенджаб
Северо-восточная провинция Пакистана, образованная в результате разделения Британской Индии в 1947 г. на Индию и Пакистан. Среди достопримечательностей Пенджаба стоит отметить такие известные объекты, как Сады Шалимара, Лахорская крепость и мечеть Бадшахи. На территории провинции находятся развалины древних городов Таксила и Хараппа.

### Синд
Синд расположен в юго-восточной части Пакистана. Провинция известна своим религиозным наследием и является домом для Индской цивилизации. Мохенджо-Даро в районе города Ларкана был одним из крупнейших городов-поселений в Южной Азии и находится в списке Всемирного наследия ЮНЕСКО.

### Хайбер-Пахтунхва
Северо-западная провинция Пакистана. Здесь расположен известный Хайберский проход в горном хребте Сафедкох. Длина прохода составляет 53 км, ширина 15—130 м. Основной перевал находится на высоте 1030 м. Проход издревле использовался как важный торговый путь между Южной и Центральной Азией, а также имел стратегическое значение. Наивысшая точка прохода расположена на территории Пакистана, в 5 км от границы. Севернее прохода протекает река Кабул.